# Gerald R. Ford-klassen
Gerald R. Ford-klassen (som oftest forkortet Ford-klassen) er en klasse af amerikanske hangarskibe i færd med at blive bygget for United States Navy. Disse hangarskibe skal på længere sigt erstatte hangarskibene af Nimitz-klassen. Skibene i Ford-klassen bliver bygget på et skrog, der er meget nært beslægtet med Nimitz-klassen; men som indeholder en række forbedringer og innovationer, eksempelvis et elektromagnetisk katapultsystem og en lang række forbedringer, der betyder, at man kan nøjes med færre besætningsmedlemmer og samtidig forbedre skibenes effektivitet. Det første skib i klassen er navngivet USS Gerald R. Ford og har pennantnummer CVN-78.

## Egenskaber
I US Navy har man af sparehensyn ønsket at benytte moderne udstyr og udpræget brug af automatisering, således man kan reducere antallet af besætningsmedlemmer og skibenes levetidsomkostninger betragteligt. Den mest synlige ændring fra skibenes forgængere er placeringen af skibets "ø", der er placeret længere agter og gør skibene i stand til at foretage omkring 140–160 sorties med en spidskapacitet på 220 sorties om dagen.

## Design og udvikling
Nimitz-klassen har siden 1970'erne været hovedbestanddelen af USAs strategiske magtprojektion. Selv med et deplacement på omkring 100.000 ton fuldt lastet er Nimitz-klassen i stand til at opnå hastigheder på over 30 knob og er i stand til at operere uden genforsyning i op til 90 dage, ligesom skibene har kapaciteten til at sende kampfly på vingerne for at engagere mål flere hundrede kilometer væk. Et eksempel på klassens kapacitet viste sig under Operation Enduring Freedom, hvor USS Theodore Roosevelt (CVN-71) tilbragte 159 dage til søs uden at besøge en eneste havn. Igennem klassens levetid har man integreret flere nye og moderne teknologier i klassen, men den teknologiske udvikling i det sidste årti har betydet, at klassen mangler elektrisk kapacitet til at kunne installere nye systemer, ligesom nye våbensystemer og andre nyskabelse har medført en massivt forøget vægt, hvilket kan påvirke skibenes stabilitet.
Med disse begrænsninger in mente udviklede flåden CVN21-programmet som blev udviklet til Gerald R. Ford-klassen. Forbedringer til skibene blev udviklet og skibenes design blev optimeret. Optimeringen i designet inkluderer blandt andet et større flydæk, forbedret våbentransportsystem, nyt fremdrivningssystem samt en mindre "kommandoø" der er flyttet længere agterud. De teknologiske fremskridt udmønter sig blandt andet i udviklingen af et Electromagnetic Aircraft Launch System, (EMALS) samt et avanceret bremsewiresystem (Advanced aresting Gear, AAG). Skibene er udrustet med et integreret kampinformationssystem der er forberedt til nye teknologiske opgraderinger. Klassens nye dobbeltfrekvensradar, AN/SPY-3, kombinerer S- og X-båndsradarer i et enkelt system. Disse fremskridt i design og teknologi betyder at skibene i klassen er i stand til at foretage 25 procent flere flyvninger, en tredobbelt energiproduktion samt forbedrede faciliteter for besætningen.

### Flydæk
Ændringerne til flydækket i forhold til Nimitz-klassen er den mest synlige forskel på det optimerede design. Adskillige områder på flydækket er blevet ændret for at optimere blandt andet flyhåndtering, opbevaring og arbejdsgang. Katapult nummer fire på Nimitz-klassen kan ikke benyttes til at skyde fuldt lastede fly i luften på grund af flyet frihøjde langs kanten af flydækket. CVN-78 vil derimod ikke have begrænsninger på katapultsystemet, men bibeholder dog de fire katapulter, to forskibs og to midtskibs. Antallet af elevatorer fra flydækket til hangaren er reduceret fra fire til tre. Disse ændringer er en væsentlig grund til det højere antal sorties klassen er i stand til at gennemføre.
Våbenes vej fra skibets magasiner til flydækket er blev ændret således at flyene hurtigere kan få nye våben påsat og dermed hurtigere komme tilbage i luften.
En anden betydningsfuld ændring er den mindre kommandoø der er flyttet længere agterud i forhold til tidligere hangarskibe. Ved at flytte øen skaber man en position for en centraliseret ammunition- og brændstofposition hvor flyene kan få nye våben og nyt brændstof. Denne placering reducerer det antal gange et fly på dækket skal flyttes før det kan lette. Færre flytninger af fly betyder man kan reducere antallet af folk der skal flytte dem, hvilket betyder reducerede lønningsudgifter. En lignende fordel har man opnået ved at ændre måden hvorved våben bliver flyttet fra magasinerne til flyene. For at minimere tiden et fly bruger på skibet til at få nye våben og brændstof bliver flyenes våben flyttet fra magasinerne til flydækket ved hjælp af robotter der kører til den centrale våben- og brændstofposition via specifikke våbenkorridorer og våbenelevatorer. Disse elevatorer er blevet placeret så de ikke længere skal krydse de ruter flyene benytter til at blive flyttet rundt på dækket og dermed ikke længere skaber mere trafik på flydækket. Ifølge kontreadmiral Dennis M. Dwyer betyder alle disse ændringer at det nu er teoretisk muligt at gøre fly klar til kamp i løbet af minutter i stedet for timer.

### Kernereaktorerne
Nimitz-klassens fremdrivnings- og kraftværk blev designet i 1960'erne. Datidens teknologi behøver generelt ikke samme mængde elektrisk energi som nuværende systemer. Efterhånden som man opgraderede Nimitz-klassen betød det at man begyndte at nå den maksimale effekt som skibenes kernereaktorer var i stand til at producere og dermed satte en naturlig begrænsning for opgraderingen af skibenes systemer. For at kunne fortsætte med at installere nye og moderne teknologier i skibene kræver det derfor et reaktorsystem der kan give en noget større energiproduktion.
Den nyudviklede A1B reaktor er et fysisk mindre, men mere effektivt design der kan producere op til tre gange så meget energi som A4W reaktorerne på Nimitz-klassen. A1B reaktoren har en række fordele, blandt andet en højere kernetemperatur, et mindre behov for at pumpe kølevand rundt, en simplere konstruktion samt introduktionen af elektronisk styring. Alt dette gør at man kan reducere reaktormandskabet med to tredjedele samt en betydelig reduktion af vedligeholdelsesopgaverne.
En større energiproduktion er et vigtigt punkt i at sikre skibenes muligheder for fremtidigt at kunne installere nye teknologier. US Navy forventer at Gerald R. Ford-klassen vil være hjørnestenen i flåden de næste 90 år (frem til 2105). Hvis man skal kunne holde en skibsklasse moderne i næsten et århundrede må skibene være bygget med en vis grad af fleksibilitet og forudseenhed, eksempelvis ved at have nok energi og fysisk plads til at installere nye systemer.

### Katapult- og landingsudstyr
På hangarskibene af Nimitz-klassen benyttes dampdrevne katapulter til at sende fly i luften. Dampkatapulter blev udviklet i 1950'erne og har været meget pålidelige. I over 50 år har mindst en af de fire katapulter været i stand til at sende fly i luften mindst 99,5 procent af tiden. Der er dog nogle ulemper. Det største problem med katapulten er at der ikke er feedbackkontrol. Uden feedbackkontrol forekommer der ofte store uregelmæssige ryk i trækkraften fra systemet der kan beskadige eller reducere levetiden på et flystel. Dampsystemet er stort, ineffektivt (4-6 procent) og er svært at styre.
Problemer med at styre systemet helt præcist har betydet vægtbegrænsninger på flyene der skal benytte systemet til at lette. Minimumsvægten er højere end alle nuværende UAV'er mens de nyeste fly ikke kan lette fuldt lastet på grund af for meget vægt. Electromagnetic Aircraft Launching Systemet (EMALS) løser disse problemer. Et elektromagnetisk system er mere effektivt, mindre, lettere, mere kraftfuldt og nemmere at styre. Forbedret styring af systemet betyder at EMALS er i stand til at sende både lettere og tungere fly i luften end dampkatapulten. En kontrolleret affyring af katapulten betyder også mindre stress på flystellene hvilket igen betyder mindre vedligehold og en længere levetid for flyene. Nimitz-klassen må undvære dette system da skibenes atomreaktorer ikke har nok overskudsenergi til at benytte et EMALS.
Et elektomagnetisk system bliver også benyttet i det nyudviklede avancerede wirebremsesystem (Advanced Arresting Gear, AAG). Det nuværende system benytter hydraulik for at bremse og standse et fly. Systemet er effektivt og har været brugt igennem 50 år, men det nye AAG har en række fordele. Det nuværende system er ikke i stand til at bremse og standse UAV'er uden at beskadige dem på grund af de ekstreme påvirkninger af flystellet. UAV'er har simpelthen ikke masse nok til at trække hydraulikken i bremsesystemet og får derfor et forholdsvist stort ryk i stellet når man fanger wirebremsen. Ved at benytte et elektromagnetisk system er man i stand til at ændre på belastningen i systemet således man kan graduere systemet til at tage imod lette og tunge fly. Selvom systemet udefra ser ens ud udefra er det mere fleksibelt, mere sikkert, pålideligt og kræver mindre vedligehold og bemanding.

### Sensorer
Klassen bliver udrustet med et integreret radarsystem. Radaren benytter to frekvensbånd og er udviklet til Zumwalt-klassen. Størrelsen på skibets ø kan begrænses ikke at skulle kunne understøtte et stort roterende radarsystem ved at konstruere et radarsystem der er integreret i skibets overbygning. Skibets AN/SPY-3 radar er reelt en kombination af en X-bånds multifunktionsradaren med en langtrækkende varslingsradar i S-båndet. X-båndsradaren benyttes til at spore lavtgående luftspor og overfladespor samt ildledelse.

### Fremtidige opgraderinger
Alle nye teknologier der er benyttet i klassen betyder forbedrede operative kapaciteter, mindre bemanding og et højere antal sorties. Nye forsvarssystemer såsom aktiv laser, railguns, dynamisk panser og sporingssystemer der er under udvikling vil kræve store mængder elektricitet. I skibenes startkonfiguration vil kun halvdelen af skibenes strømproduktion være tilstrækkelig til at drive alle skibets systemer inklusiv EMALS. Ford-klassen har derfor en betydelig opgraderingskapacitet i forhold til Nimitz-klassen, der ikke har overskudelektricitet nok til yderligere strømtunge systemer. Tilføjelsen af nye teknologier, elektricitetssystemer, design og bedre kontrolsystemer betyder en evne til at forøge skibenes antal af sorties med 25 procent samtidig med en 25 procent nedgang i bemanding.
Et revolutionerende nyt affaldshåndteringssystem bliver installeret på Ford-klassen. Udviklet af PyroGenesis Canada Inc. i samarbejde med US Navy i 2008 og består af et Plasmaforgasningssystem. 

## Konstruktion
Konstruktionen på komponenterne til CVN-78 begyndte i foråret 2007, og skibet forventes at indgå i 2015. Det er for tiden under konstruktion ved værftet Newport News Shipbuilding, en underafdeling af Huntington Ingalls Industries (tidligere Northrop Grumman Shipbuilding) in Newport News, Virginia, det eneste skibsværft i USA der er i stand til at bygge atomdrevne hangarskibe. I 2005 blev det anslået at det ville koste mindst 8 milliarder amerikanske dollar foruden 5 millarder dollar til udvikling (udviklingsudgifterne er dog en engangsudgift). I 2009 blev det rapporteret at udviklingen af udgifterne til det første skib ville stige 1 milliard dollar til i alt 9 milliarder dollar.
I alt er bygningen af tre hangarskibe i klassen blevet godkendt, men hvis Nimitz-klassen skal erstattes på en-til-en basis kræver det at der bygges i alt elleve nye hangarskibe. Dog forventes det sidste skib i Nimitz-klassen først at stryge kommando i 2058.
I en tale den 6. april 2009, annoncerede daværende forsvarsminister Robert Gates at flådens hangarskibsprogram ville skifte til et femårs byggeprogram for således at få større økonomisk sikkerhed og kontrol med projektet. Dette nye program vil betyde at der vil være bygget ti hangarskibe i klassen i 2040.

## Navngivning
Der fandtes før navngivningen blev officiel en anmodning fra USS America (CV-66)'s veteranforening om at få det første hangarskib i klassen til at få tildelt navnet America, dog valgte man at give navnet til det første skib i America-klassen, USS America (LHA-6) og man valgte at navngive skibet efter den tidligere amerikanske præsident Gerald Ford.
Den 27. maj 2011, proklamerede det amerikanske forsvarsministerium at det andet hangarskib ville blive opkaldt efter John F. Kennedy.
1. December 2012 annoncerede Flådeministeren Ray Mabus at det tredje skib i klassen ville bære navnet USS Enterprise. Informationen blev givet i forbindelse med kommandostrygningen på den tidligere USS Enterprise (CVN-65). Den fremtidige USS Enterprise vil dermed blive den niende enhed i flåden der bærer dette navn.

## Skibe i klassen
I alt forventes op til ti skibe i klassen, Indtil videre er konstruktionen af fem skibe i klassen blevet godkendt.
| Pnt.   | Navn            | Køllagt                 | Søsat                     | Indgået          | Navngivet af     | Erstatter                         | Skæbne             | Kaldesignal |
| ------ | --------------- | ----------------------- | ------------------------- | ---------------- | ---------------- | --------------------------------- | ------------------ | ----------- |
| CVN-78 | Gerald R. Ford  | 13. november 2009       | 9. november 2013          | Juli 2017        | Susan Ford       | USS Enterprise (CVN-65)           | I tjeneste         | -           |
| CVN-79 | John F. Kennedy | 22. august 2015         | 29. oktober 2019          | 2025 (forventet) | Caroline Kennedy | USS Nimitz (CVN-68)               | Under konstruktion | -           |
| CVN-80 | Enterprise      | 5. april 2022           | November 2025 (forventet) | 2028 (forventet) |                  | USS Dwight D. Eisenhower (CVN-69) | Under konstruktion | -           |
| CVN-81 | Doris Miller    | Januar 2026 (forventet) | Oktober 2029 (forventet)  | 2032 (forventet) |                  | USS Carl Vinson (CVN-70)          | Bestilt            | -           |
| CVN-82 | Unavngivet      | 2027 (forventet)        | 2032 (forventet)          | 2036 (forventet) |                  | USS Theodore Roosevelt (CVN-71)   | Bestilt            | -           |

## Eksterne links
- Wikimedia Commons har flere filer relateret til Gerald R. Ford-klassen
- Aircraft Carriers – CVN Arkiveret 17. oktober 2013 hos  Wayback Machine – US Navy Fact File
- Design & Preparations Continue for the USA's New CVN-21 Super-Carrier (updated)